# Rode Scheikunde
De Rode Scheikunde is een gebouw van de Technische Universiteit Delft, gelegen op Julianalaan 134. Het gebouw werd door de tijd heen door verschillende faculteiten en universiteitsdiensten gebruikt. Sinds 2008 is het in gebruik door de faculteit Bouwkunde, dat hier haar intrek nam nadat het vorige faculteitsgebouw van Bouwkunde, even verderop in de universiteitswijk, door brand werd verwoest.

## Geschiedenis
Rond 1915 was de TU Delft op zoek gegaan naar een nieuwe faculteitsgebouw voor scheikunde, nadat het oude gebouw aan het Westvest 9 niet meer goed functioneerde. Er werd gekozen voor een nieuwbouwlocatie in de Wippolder, en in 1917 werden Gerard van Drecht en Jan Vrijman gekozen om de opdracht uit te voeren. De naam is afkomstig van de kleur van de gebruikte bakstenen en de oorspronkelijke bestemming als scheikundefaculteitsgebouw.
Het gebouw werd gebouwd tussen 1918 en 1923, maar dat was niet geheel probleemloos. Zo konden er geen heipalen aangeschaft worden en lag de bouw in 1921 vanwege bezuinigingen nagenoeg stil. Het project werd door enige Delftenaren benoemd als een 'monument der verkwisting' en een 'onderbroken miljonairsdroom'.
Na de oplevering heeft het gebouw nooit volledig dienst gedaan als scheikundegebouw. Daarentegen heeft het pand dienst gedaan als opslag voor vlasstro, in 1939 voor yellowcake uit Belgisch Congo en tijdens de Tweede Wereldoorlog voor Duitse artilleriegranaten. Terwijl de Duitse bezetters deze wapens opsloegen, waren in een andere vleugel van het pand onderduikers aanwezig.
Vanaf 1955 deed het gebouw dienst als hoofdgebouw van de toenmalige Technische Hogeschool Delft.

### Verbouwing tot BKCity
Na de brand van het oude faculteitsgebouw van Bouwkunde in mei 2008 werd er gezocht naar een nieuw pand. Er werd tijdelijk besloten om colleges te houden in het Rode Scheikundegebouw en een prijsvraag 'Building for Bouwkunde' uitgeschreven voor het bouwen van een nieuw faculteitsgebouw. Hoewel op deze prijsvraag 466 inzendingen gekomen waren en er reeds €25 miljoen werd vrij gemaakt vanuit de overheid, bleek het pand aan de Julianalaan te voldoen aan de wensen van de faculteit Bouwkunde. Wel moesten er grootschalige verbouwingen plaatsvinden wat betreft de duurzaamheid en indeling van het gebouw om goed te kunnen functioneren als faculteitsgebouw.
Voor de verbouwing van het gebouw werd architectenbureau Braaksma & Roos gekozen als leidend architectenbureau voor de verbouwing van het pand. Braaksma & Roos was reeds bezig met de herbestemming van het pand voor woningen, maar heeft in vier maanden dit ontwerp omgezet naar een faculteitsgebouw. Bij de verbouwingen zijn grondige wijzigingen aangebracht in het gebouw, zo is het casco gerestaureerd, zijn er her en der muren uit het gebouw gesloopt en is de installatie en klimaatzijde van het gebouw volledig vernieuwd. De uitstraling van het gebouw aan de buitenzijde is daarentegen vrijwel ongewijzigd; zo zijn de ventilatieroosters aan de buitenzijde van het gebouw verwerkt in de bestaande leeuwenkoppen die als zuuruitlaat dienden.
Verder hebben de bureaus MVRDV en Fokkema&Partners meegewerkt aan de verbouwing van het pand, respectievelijk aan de oranje zaal en de maquettehal. De oranje zaal is een zaal waar voornamelijk lezingen worden gegeven, gekenmerkt door een oranje knalkleur en grote trap. De maquettehal bestaat uit een grote glazen vliesgevel, met binnen verhoogde platforms van staal.

## Galerij

### Voor de verbouwing

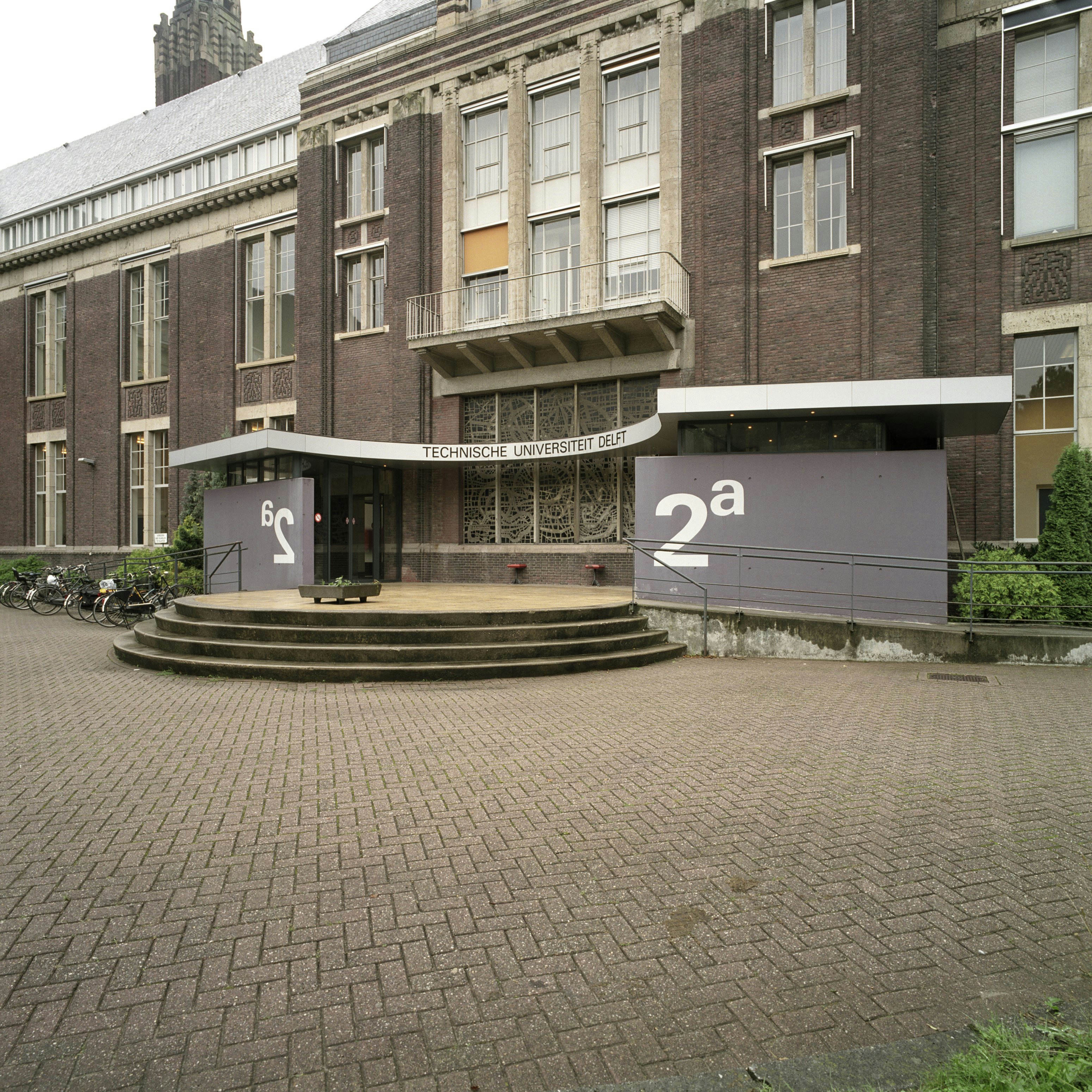
Achterzijde gebouw, tegenwoordig de maquettehal (2006)
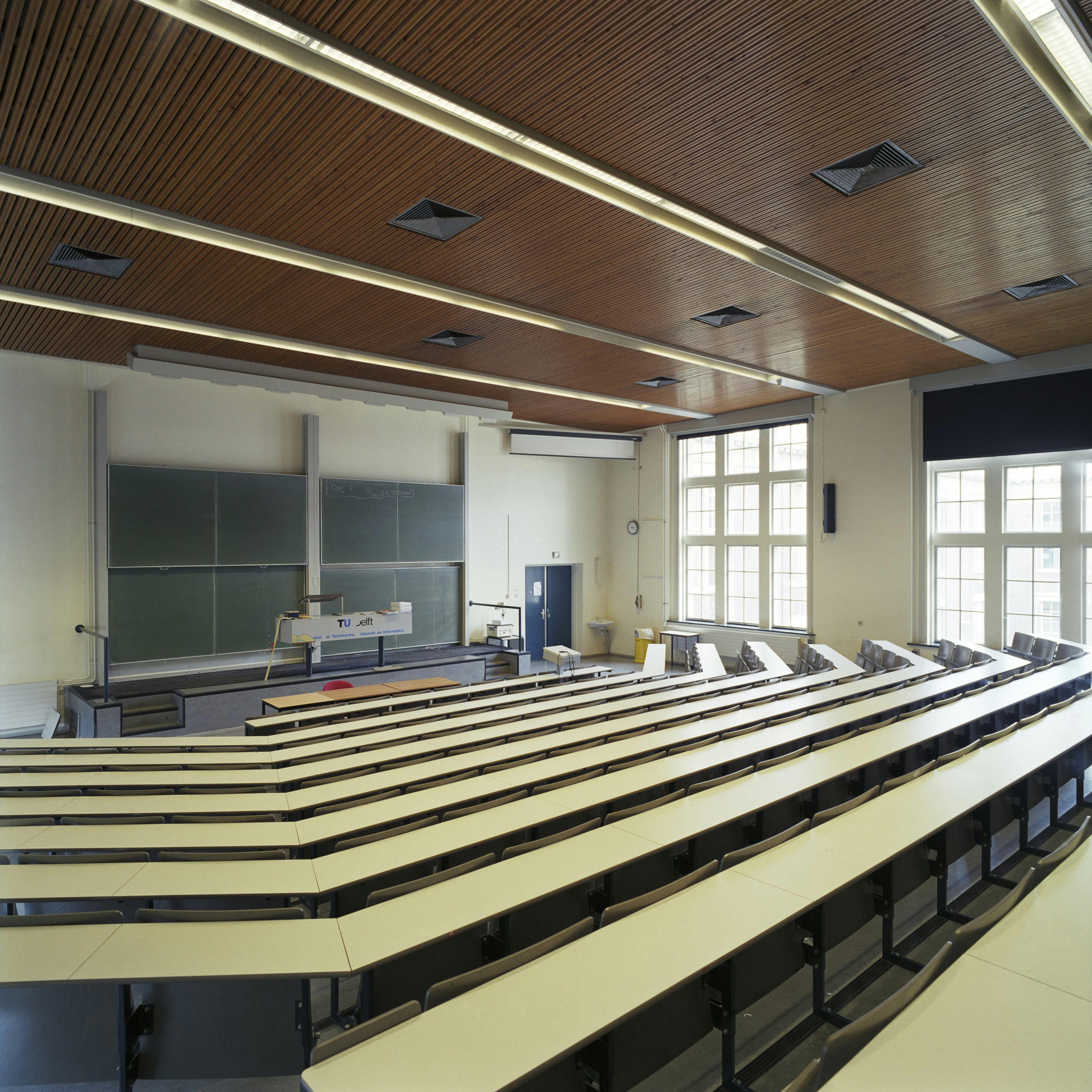
Collegezaal A (2006)
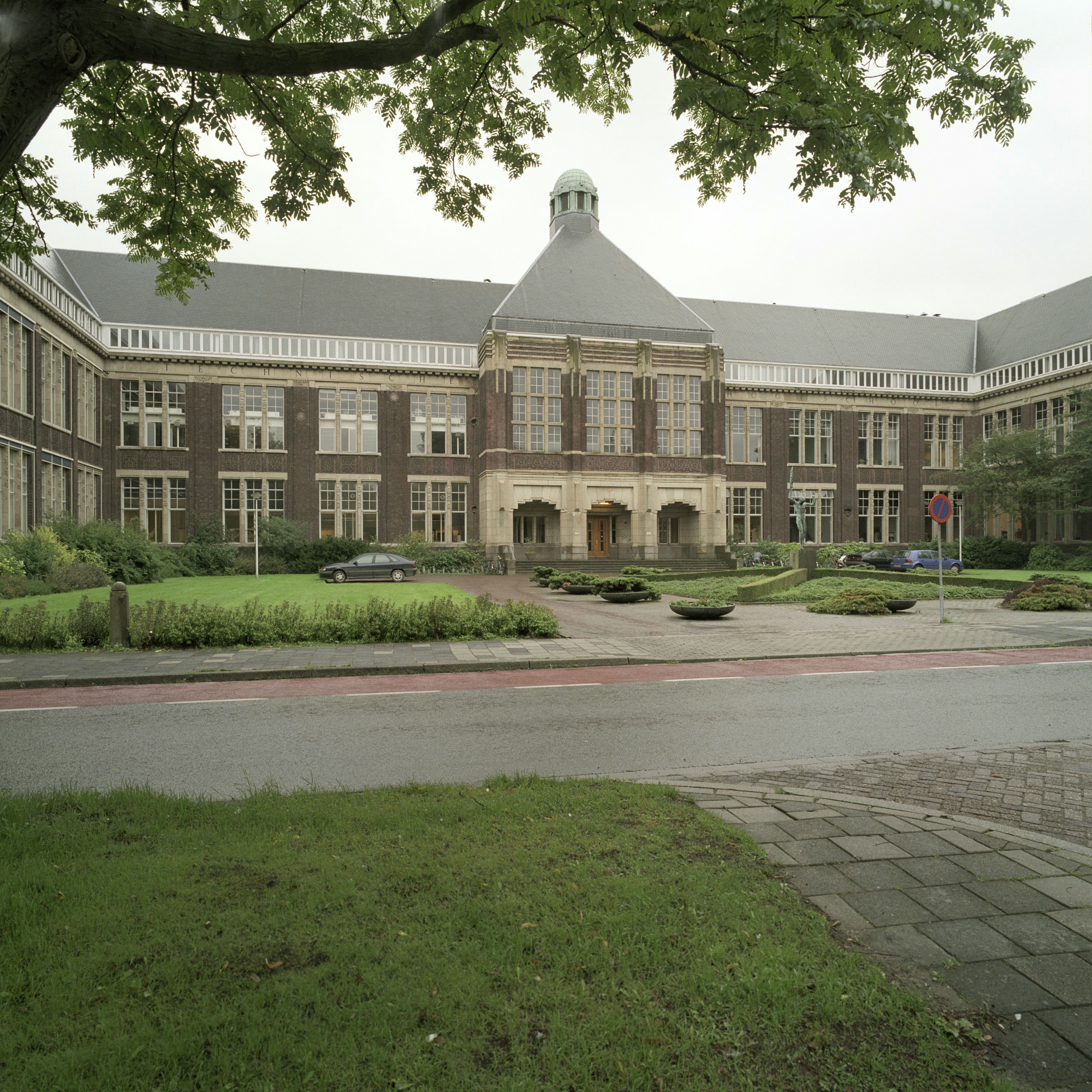
Entree (2006)
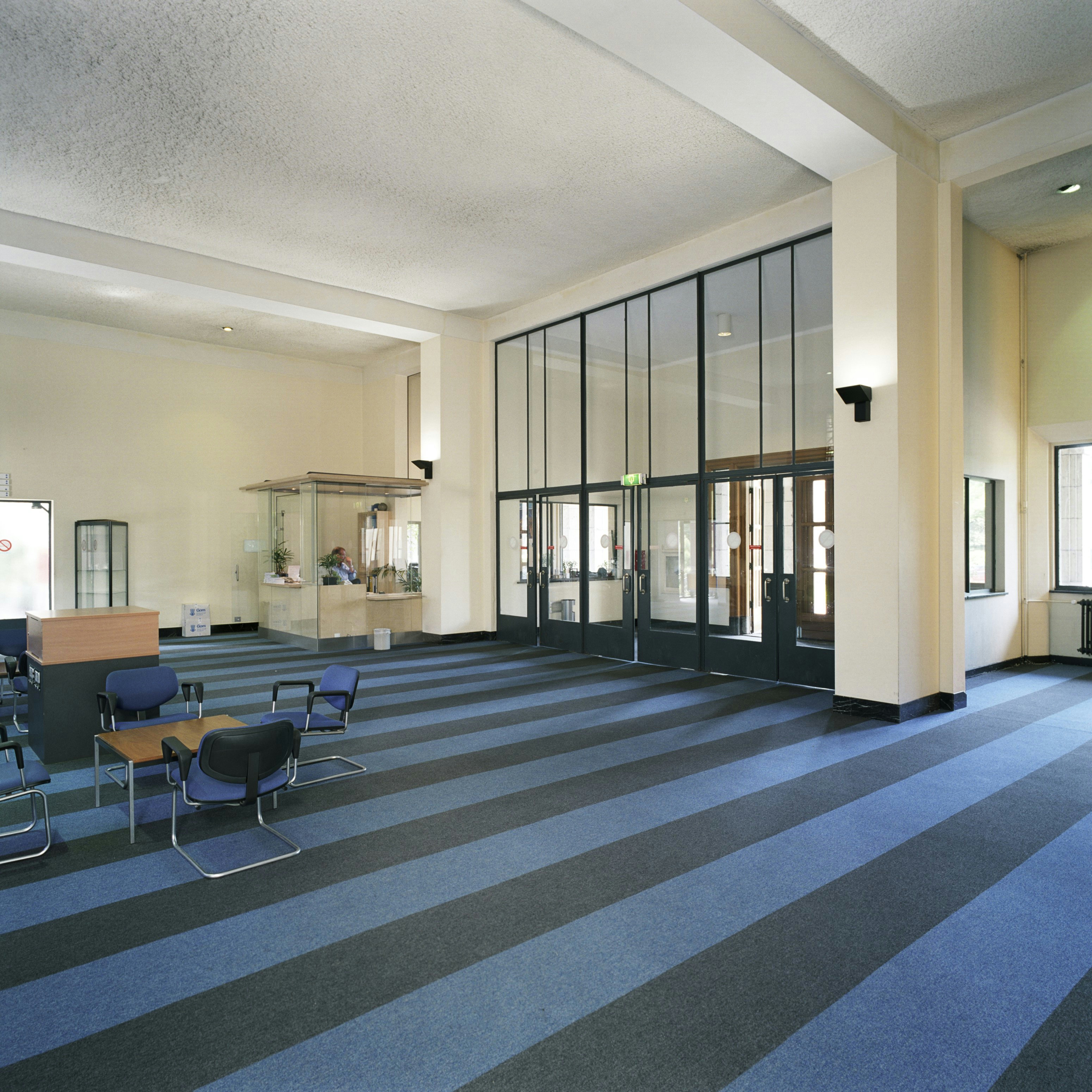
Interieur centrale hal (2006)

### Na de verbouwing

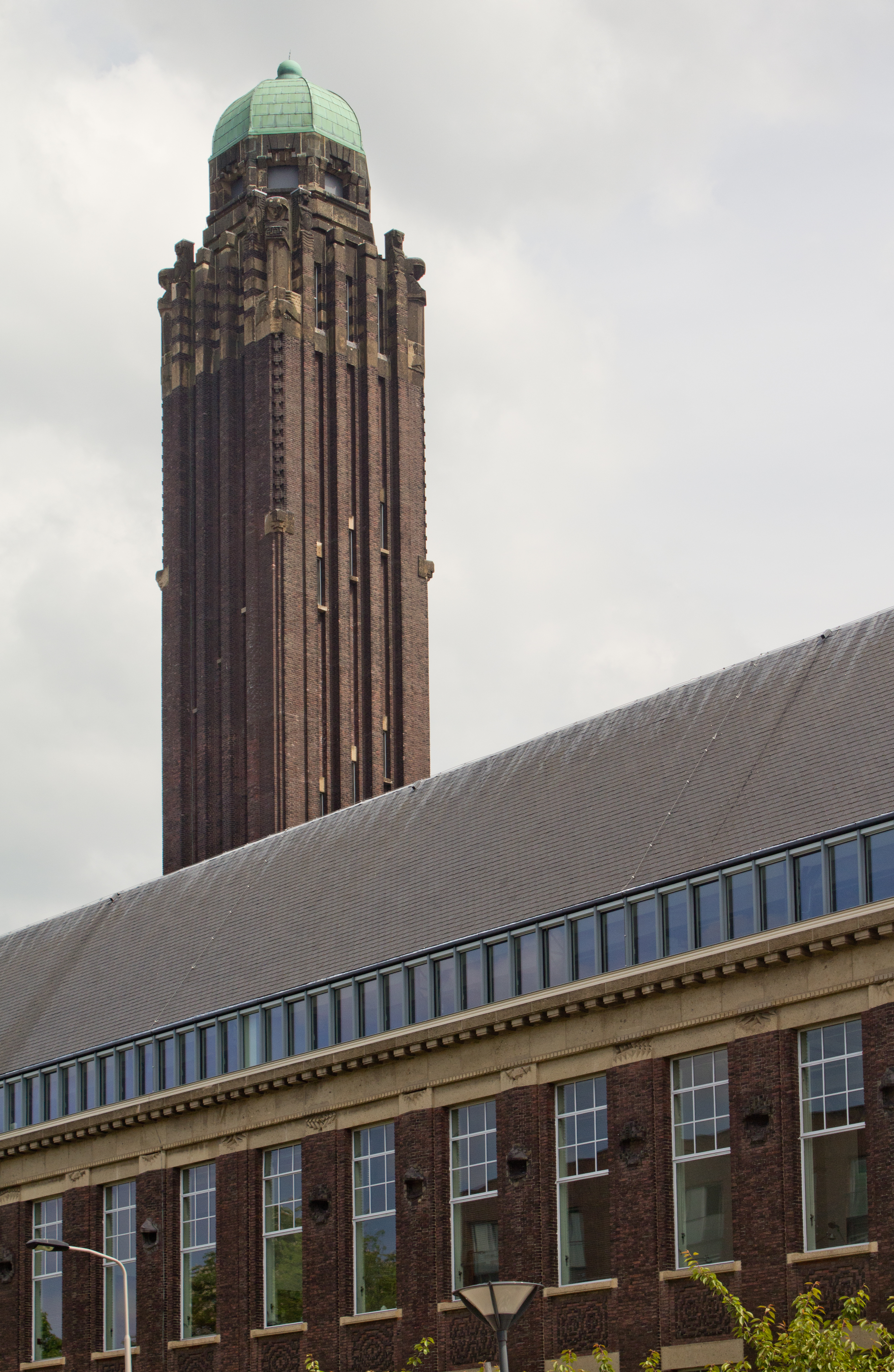
De toren gezien vanaf de Julianalaan (2017)
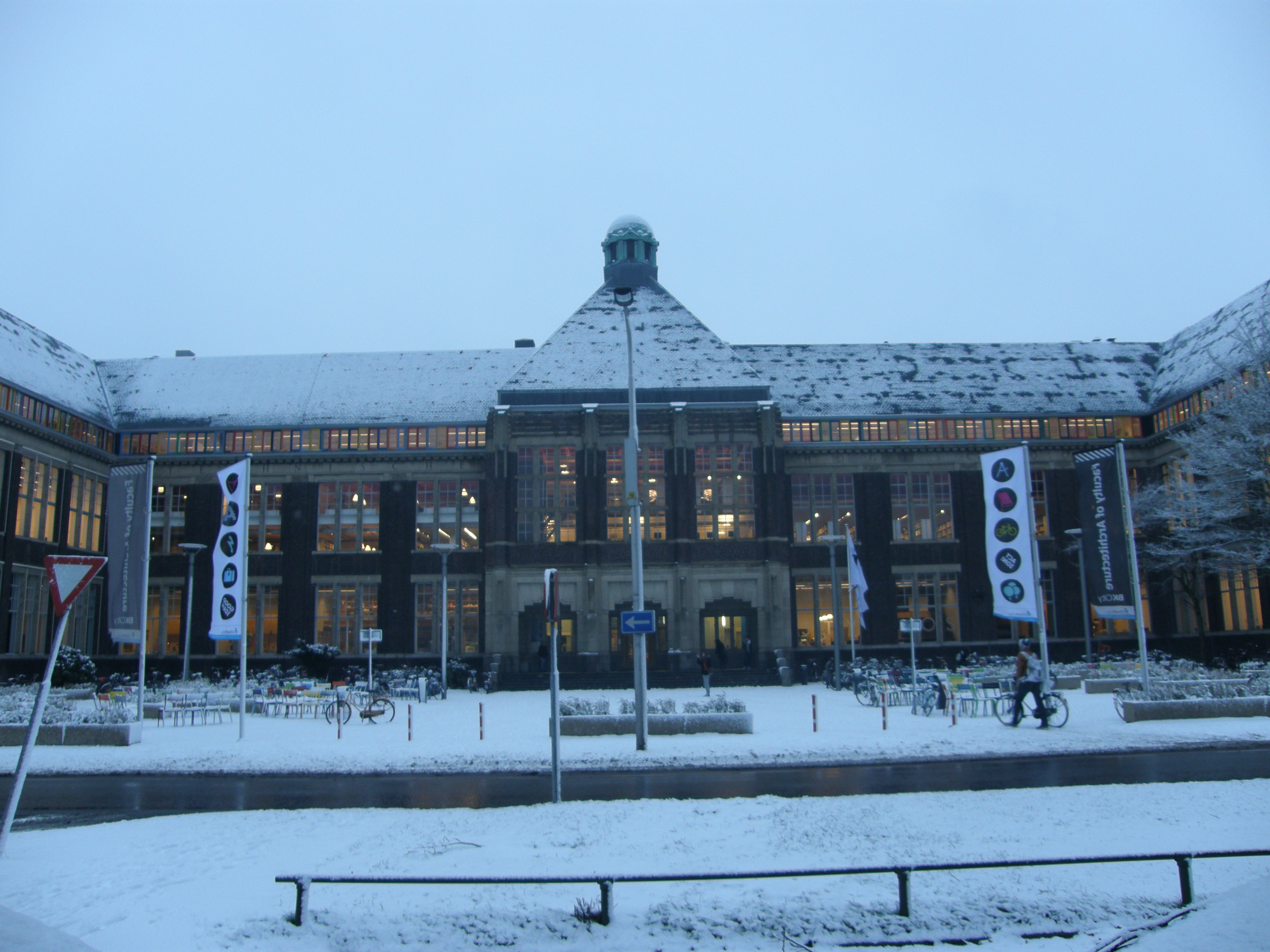
Entree in de sneeuw (2009)
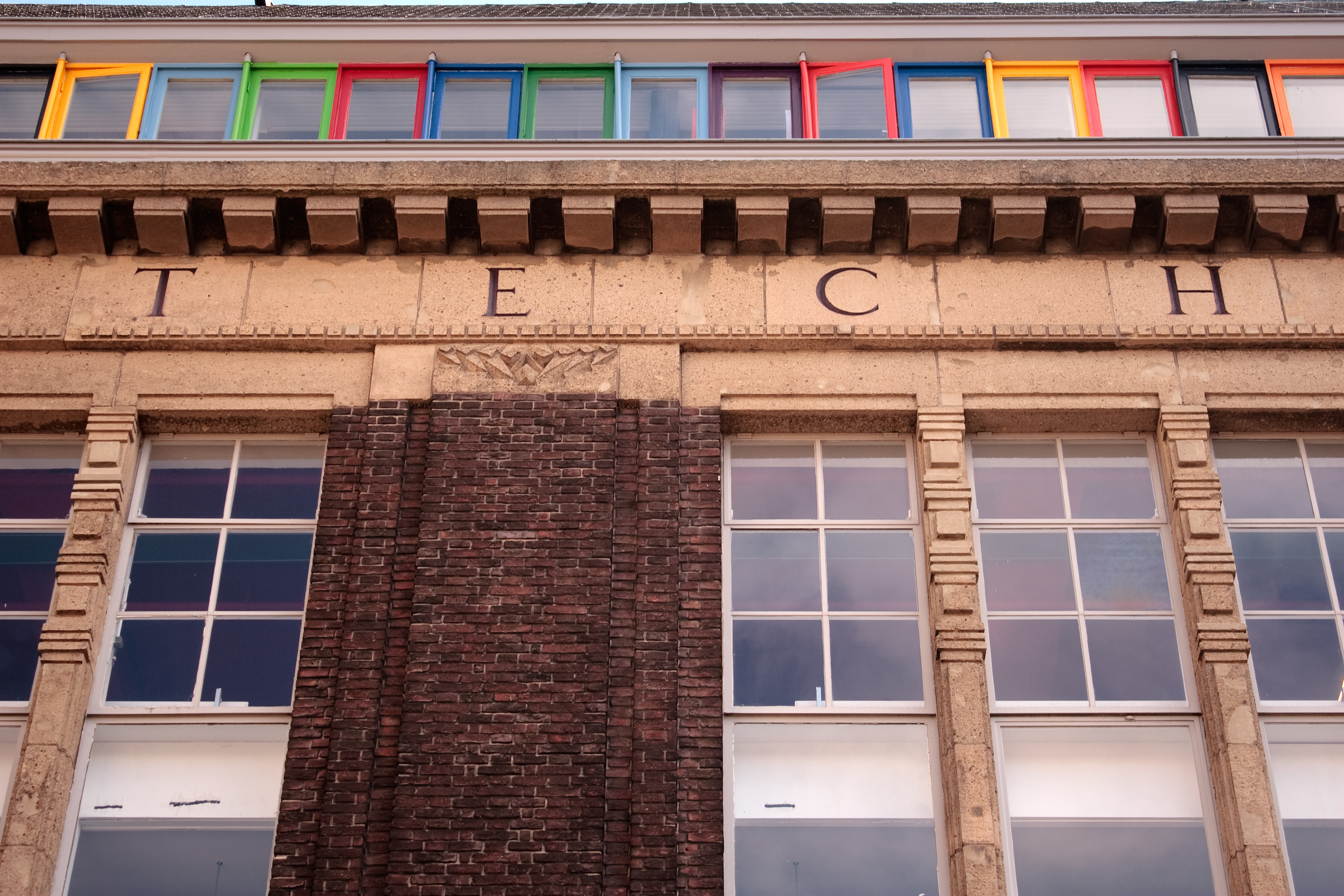
Detail van de gevel. De gekleurde raamkozijnen zijn later overgeschilderd (2009)